# Парламентские выборы на Гренаде (2008)
Парламентские выборы на Гренаде прошли 8 июля 2008 года, на которых были избраны 15 депутатов Палаты представителей. Оппозиционная партия Национально-демократический конгресс получила 11 мест в парламенте, завоевав большинство. Таким образом, НДК впервые с 1995 года стал правящей партией, а её лидер Тиллман Томас стал премьер-министром страны.

## Результаты
| Партии                               | Голоса | %     | +/–  | Места | +/– |
| ------------------------------------ | ------ | ----- | ---- | ----- | --- |
| Национально-демократический конгресс | 29 007 | 50,97 | +5,4 | 11    | +4  |
| Новая национальная партия            | 27 189 | 47,77 | –0,2 | 4     | –4  |
| Лейбористская платформа (GULP/PLM)   | 478    | 0,84  | –2,4 | —     | ±0  |
| Старая добрая демократическая партия | 3      | 0,01  | —    | —     | —   |
| Независимые                          | 12     | 0.02  | —    | —     | —   |
| Недействительных голосов             | 222    | 0,39  | —    | —     | —   |
| Всего (явка 80,3%)                   | 56 911 | 100,0 |      | 15    |     |
| Зарегистрированных избирателей       | 70 869 |       |      |       |     |
| Источник: Grenada Broadcast          |        |       |      |       |     |